# 陣野俊史
陣野 俊史（じんの としふみ、1961年11月12日 - ）は、文芸評論家・フランス文学者。元立教大学特任教授。

## 経歴
長崎生まれ。早稲田大学第一文学部日本文学科卒業、明治大学大学院フランス文学専攻博士課程単位取得満期退学。2018年度より立教大学大学院文学研究科比較文明学専攻特任教授（2023年3月をもって退任）。現在、立教大学・明治大学・明治学院大学・早稲田大学で非常勤講師。
20世紀フランス文学が専門だが、日本現代文学、音楽、スポーツをめぐって批評、研究、翻訳を行っている。とりわけフランスにおけるフットボールとラップに造詣が深く、それらに関する書籍も上梓している。

## 著書
- 『ソニック・エティック ハウス・テクノ・グランジの身体論的系譜学』水声社 1994
- 『龍以後の世界 村上龍という「最終兵器」の研究』彩流社 1998
- 『21世紀のロック』（編著）青弓社 1999
- 『フットボール・エクスプロージョン! 2002年への導火線』白水社 1999
- 『じゃがたら』河出書房新社 2000 増補版　2009
- 『フットボール都市論 スタジアムの文化闘争』青土社 2002
- 『ヒップホップ・ジャパン』河出書房新社 2003
- 『渋さ知らズ』河出書房新社 2005
- 『フランス暴動 移民法とラップ・フランセ』河出書房新社 2006
- 『戦争へ、文学へ　「その後」の戦争小説論』集英社、2011
- 『世界史の中のフクシマ　ナガサキから世界へ』河出ブックス、2012
- 『サッカーと人種差別』文春新書、2014
- 『テロルの伝説　桐山襲烈伝』河出書房新社、2016
- 『泥海』河出書房新社、2018
- 『ザ・ブルーハーツ　ドブネズミの伝説』河出書房新社、2020
- 『魂の声をあげる　現代史としてのラップ・フランセ』アプレミディ、2022
- 『ジダン研究』カンゼン、2023

### 翻訳
- ドミニック・ボダン『フーリガンの社会学』相田淑子共訳 白水社・文庫クセジュ 2005
- ノエル・シャトレ『最期の教え』相田淑子共訳 青土社 2006
- バティスト・ブランシェ、チボー・フレ=ビュルネ『ジダン』相田淑子共訳 白水社 2007
- ヴィオレーヌ・シュッツ『ダフト・パンク　テクノファンクのプリンスたち』河出書房新社　2013

## 論文
- Cinii